# Olios provocator
Olios provocator là một loài nhện trong họ Sparassidae.
Loài này thuộc chi Olios. Olios provocator được Charles Athanase Walckenaer miêu tả năm 1837.